# Carmen de Jong
Carmen de Jong (* 8. Mai 1968) ist eine deutsche Geografin und Hydrologin. Sie ist Professorin für Hydrologie an der Fakultät für Geografie und Raumplanung der Universität Straßburg.

## Leben
De Jong absolvierte 1989 an der Universität Aberdeen ein Masterstudium der physikalischen Geografie, promovierte 1993 an der Freien Universität Berlin in physikalischer Geografie und habilitierte sich 2005 an der Universität Bonn in Geografie. Von 2006 bis 2015 war sie Professorin für Geografie an der Université Savoie-Mont-Blanc. Im Jahr 2015 nahm sie einen Ruf an die Universität Straßburg an.

## Wirken
De Jongs Forschungsschwerpunkte sind die nachhaltige Entwicklung in Berggebieten und die Überbrückung der Kluft zwischen Forschern, politischen Entscheidungsträgern, Interessengruppen und Medien von lokaler bis internationaler Ebene.
Sie zeichnet angesichts der Klimakrise ein nüchternes Bild von der Zukunft des Wintersports. So sagte sie etwa 2017: „In 5 bis 10 Jahren ist Schluss mit dem Wintersport im Schwarzwald.“
De Jong gilt als Kritikerin des Einsatzes von Kunstschnee in Skigebieten. Sie mahnt an, dass durch eine künstliche Beschneiung die Gefahr einer Austrocknung drohe. Nach kritischen Studien zum Kunstschnee wurden de Jong Forschungsmittel und Projekte entzogen; sie sah sich daraufhin als Opfer einer Mobbingkampagne derjenigen, die am „Skizirkus“ in den Alpen gut verdienten. „Schneekanonen haben eine starke Lobby in Frankreich“, sagte de Jong. „Der Präsident der Landesregierung und die Betreiber der großen Skistationen setzten den Uni-Präsidenten unter Druck. Es sei Sache von Politikern und Seilbahnvertretern, zu entscheiden, ob über Kunstschnee geforscht werde – oder eben nicht, weil er nämlich kein Problem darstelle.“
Im Zusammenhang mit dem massiven Einsatz von Kunstschnee bei den Olympischen Winterspielen 2022 in Peking hat sie darauf hingewiesen, dass bereits bei den Vorgängern 2014 in Sotschi und 2018 in Pyeongchang zu 80 bzw. 90 % Kunstschnee eingesetzt wurde, um die Vorgaben des Internationalen Olympischen Komitees (IOC) zur Schneesicherheit zu erfüllen. Bei den Spielen in China 2022 müssten die Abfahrten zu 100 % beschneit werden, weil es in der Region zwar kalt, aber sehr trocken sei und so gut wie nie natürlicher Schnee falle. In Zhangjiakou sei mit der Besprühung erst kürzlich gepflanzter Pinien mit Kunstschnee eine „komplette Kunstlandschaft“ entstanden. Als unverantwortlich bezeichnete de Jong zudem, dass die alpinen Wettbewerbsrouten in Yanqing durch den Song-Shan-Nationalpark verlaufen.
Anfang März 2024 kritisierte de Jong die Investitionspläne für den Wintersport am Feldberg im Schwarzwald. Dass trotz drohender Insolvenz der Liftbetreiber Investitionen in Höhe von 40–50 Millionen Euro in eine neue Seilbahn und einen Wasserspeicher für die künstliche Beschneiung geplant seien, bezeichnete sie als absurd. Das geplante Speicherbecken für 180 Millionen Liter Wasser hinter dem Haus der Natur am Feldberg sei eine völlige Fehlplanung.

## Veröffentlichungen (Auswahl)
- Snowmelt and sublimation: field experiments and modelling in the High Atlas Mountains of Morocco. (mit Oliver Schulz). In: Hydrological processes: an international journal. Band 8, Nr. 6, 2004, S. 1076–1089, doi:10.5194/hess-8-1076-2004 (englisch, Volltext [PDF; 2,0 MB; abgerufen am 13. Februar 2022]).
- Mountain Hydroclimatology and Snow Seasonality-Perspectives on climate impacts, snow seasonality and hydrological change in mountain environments. Preface (mit Damian Lawler, Richard Essery). In: Hydrological processes: an international journal. Band 23, Nr. 7, 25. Februar 2009, S. 955–961, doi:10.1002/hyp.7193 (englisch, Volltext [PDF; 546 kB; abgerufen am 13. Februar 2022]).
- Challenges for mountain hydrology in the third millennium. In: Frontiers in Environmental Science. Band 3, 20. Mai 2015, 38, doi:10.3389/fenvs.2015.00038 (englisch, Volltext [PDF; 2,7 MB; abgerufen am 13. Februar 2022]).
- Umweltauswirkungen der Kunstschneeproduktion in den Skigebieten der Alpen. In: Geographische Rundschau. Band 72, Nr. 6, Juni 2020, S. 34–39 (Volltext [PDF; 546 kB; abgerufen am 13. Februar 2022]).